# Nationalstraße B14
Die Nationalstraße B14 ist die neueste Nationalstraße in Namibia. Sie wurde im April 2018, weitestgehend im Verlauf der ehemals unasphaltierten Hauptstraße C22, eröffnet. Ein weiterer Ausbau von Gobabis nach Süden bis Aranos über 289 Kilometer,  wird seit 2015 vorangetrieben.
Die B14 führt (Stand Dezember 2024) als asphaltierte zweispurige Straße von Aminuis im Süden über Gobabis und Otjinene bis nach Okondjatu, wo sie den Verlauf der ehemaligen C22 verlässt und gen Norden über Okamatapati bis nach Grootfontein führt.
Die Strecke von Gobabis bis Aminuis wurde Ende 2024 fertiggestellt. Die verbleibenden 69 Kilometer bis Aranos sollen im zweiten Halbjahr 2025 fertiggestellt werden.